# 智趣王數位科技
智趣王數位科技是2011年9月1日創立的台灣數位內容、數位出版、科技文創、整合行銷公司，是由中華電信與聯合報系聯合創立，主要業務包含：數位內容整合、平台營運，提供整合行銷、活動辦理、系統開發整合與政府專案服務。
在內容整合與平台經營部份，利用雲端匯流方式，匯入跨載具平台營運(個人電腦、智慧型手機、平板電腦、電子書閱讀器、MOD數位電視機上盒等)，並產製/出版綜合性數位內容(親子教育、智慧型家庭、生活、知識學習、醫學新知、健康心靈、工作、理財、飲食…等)。並規劃AR/VR內容、智慧型家庭內容與硬體規劃建置等產品開發。主要營運的平台包括：FunPark童書夢工廠、i聽聽等。
在IMC（整合行銷）部份，執行記者會、研討會辦理、全臺通路活動與策展合作、大型公標案整合行銷活動、親子展演活動 、全臺校園與社會大型賽事、媒體公關行銷等工作。

## 主要產品

### FunPark童書夢工廠
專為0-15歲兒童量身打造的數位內容平台，2012年5月29日以「FunPark放課公園」首度發表，同年6月與中華電信合作，2013年4月正式更名為「FunPark童書夢工廠」。內容包含「故事」、「刊物」、「學習」、「英文」、「影音」、「詩詞」、「AR行動劇場」與「AR實境」等八大主題館，每月提供超過5,000本的互動電子童書與兒童影音，並月月更新至少50本童書與影音內容。亦為中華電信旗下數位學習行動加值服務。

### i聽聽 iListen
2020年與中華電信合作推出「i聽聽」綜合性有聲內容平台App，為適用0-99歲民眾的有聲書與有聲內容節目，分別有「聽書」、「聽知識」與「聽新聞」三大單元，內容含Podcast、有聲書、有聲節目、線上課程、語音新聞。亦為中華電信旗下有聲內容行動加值服務。

## 服務項目

### 平台營運商
- 數位內容平台營運與推廣

- 兒童數位學習與閱讀平台
- 音訊及有聲書平台

### 內容整合、數位出版商
- 內容整合商
- 自製影片內容
- 數位影音產製
- 企業/公部門影片拍攝

### 整合行銷商
- 記者會/研討會整合行銷活動規劃
- 通路活動與策展合作
- 大型公標案活動
- 執行親子展演活動
- 全臺校園與社會組大型賽事規劃執行

### 科技文創商
- IP經紀
- AR/VR內容開發
- 科技文創內容展演
- 智慧家庭內容、硬體規劃與建置
- 親子學習/娛樂影音內容

### 技術研發商
- 多螢行動APP客製研發服務
- AR/VR客製研發服務

### 政府專案服務
- 專業系統開發整合
- 整合性行銷規劃
- 影片專業製作
- 廣告企劃與媒體採購
- 公關活動策畫與執行

## 歷史
- 2011年9月：中華電信與聯合報系合資成立子公司「智趣王數位科技股份有限公司」。
- 2012年5月：5月29日「FunPark放課公園」APP產品上市。
- 2012年9月：獲2012 IDEAS Show「評審獎」、「最佳行動服務獎」雙獎項肯定。[5]
- 2013年3月：智趣王與神腦文教基金會在新北市政府的大力支援下，以【Book Sweet玩‧閱讀】愛心嘉年華為主題，共同合作公益捐贈平板電腦給15所新北市偏鄉小學，啟動新北數位閱讀列車。[6]
- 2013年4月：與光泉文教基金會合作，舉辦「愛在偏鄉，雲端閱讀」公益捐贈記者會與活動，捐贈300台平板電腦給偏鄉學校，安裝「FunPark放課公園」互動式電子書供偏鄉孩童使用。[7]
- 2013年4月：「FunPark放課公園」正式更名為「FunPark童書夢工廠」。
- 2013年7月：天下雜誌專訪「智趣王數位科技股份有限公司」[8]。
- 2016年8月：「FunPark童書夢工廠」首創AR+VR實境服務，推出「FUN實境」主題館。
- 2017年3月：「FunPark Watch兒童智慧型手錶」產品上市。[9]
- 2018年4月：「FunPark童書夢工廠」與雲門教室跨界合作【快樂動身體】影集。
- 2018年12月：「iKa Watch愛卡兒童智慧型手錶」上市。[10]
- 2020年6月：6月15日「i聽聽」App產品上市。[4]
- 2021年10月：「FunPark童書夢工廠」推出「AR行動劇場」主題館。

## FunPark創意說故事數位繪本創作大賽

### 簡介：
自2013年起開辦「FunPark創意說故事數位繪本創作大賽」，鼓勵台灣國小學童組隊報名參賽，透過數位化的方式完成繪本創作，得獎作品將由專業編輯團隊進行編輯與出版，於「FunPark童書夢工廠」出版發行互動式數位繪本，培育小小創作家。

### 歷屆賽事：
- 2013年4月：舉辦第一屆「FunPark創意說故事大賽」，舉辦全台巡迴活動說明會。
- 2014年3月：舉辦第二屆「FunPark創意說故事大賽」。
- 2015年4月：舉辦第三屆「FunPark創意說故事大賽」，新增新住民組。
- 2016年3月：舉辦第四屆「FunPark創意說故事大賽」，結合教育部、法務部、衛生福利部增設「反毒創作組」。
- 2017年3月：舉辦第五屆「FunPark創意說故事大賽」。
- 2018年4月：舉辦第六屆「FunPark創意說故事大賽」，新增《親子組》FunPark角色創作。
- 2019年4月：舉辦第七屆「FunPark創意說故事大賽」，新增幼幼組-角色塗鴉創作。[11]
- 2020年7月：舉辦第八屆「FunPark創意說故事大賽」，新增英語朗讀組。[12]
- 2021年6月：舉辦第九屆「FunPark創意說故事大賽」，新增讀後心得組。
- 2022年6月：舉辦第十屆「FunPark創意說故事大賽」，新增小小說書人組。[13]
- 2023年3月：舉辦第十一屆「FunPark創意說故事大賽」，新增反毒創作組閱讀心得投稿活動。[14]

## 外部連結
- FunPark童書夢工廠 （页面存档备份，存于）
- i聽聽iListen （页面存档备份，存于）
- FunPark創意說故事數位繪本創作大賽 （页面存档备份，存于）